# ایزابلا استار لابلانک
ایزابلا استار لبلانک (انگلیسی: Isabella Star LaBlanc؛ زادهٔ ۲ ژانویهٔ ۱۹۹۷) بازیگر تلویزیون، صداگذار و نویسنده اهل ایالات متحده آمریکا است. از فیلم‌ها یا برنامه‌های تلویزیونی که وی در آن نقش داشته است می‌توان به کارآگاه حقیقی اشاره کرد. او در سنت پل، مینه سوتا زاده شد و از سن ۸ سالگی بازی در نقش‌های نمایشی را آغاز کرد. در سال ۲۰۲۱، لبلانک جایزه پرنسس گریس را دریافت کرد. در همان سال، عملکرد او به‌عنوان راوی کتاب صوتی رمان بزرگسالان دختر آتش‌نشان مورد تحسین قرار گرفت.

## زندگی‌نامه
لابلانک یک شهروند از ملت-قبیله سیستون واپتون در داکوتا است. او در سنت پل، مینه سوتا به دنیا آمد و در آکادمی سنت پل شرکت کرد. لابلانک متأهل است. او بازیگری را از سن هشت سالگی شروع کرد واحساس می‌کند همه چیز تصادفی رقم خورده است. وقتی یک تئاتر محلی برای کودکان در حال تست گرفتن برای نقش یک بازیگر بومی بود، او از پدرش خواست که او در آنجا را ثبت نام کند. او از حامیان حضور گسترده‌تر افراد بومی در صنعت سینمای و بخش‌های دیگر اجتماع است. لابلانک به جوانان بومی چنین توصیه می‌کند: 
توصیه من به آنها این است که ما باید قبل از هر چیزبه خودمان نگاه کنیم. مردم ما فوق‌العاده انعطاف‌پذیر هستند و ما هیچ کمبودی در تاریخ و جوامع خود نداریم. به هر دلیلی، هالیوود آنطور که ما می‌خواستیم از این داستان‌ها استقبال نکرده است، اما لازم نیست منتظر باشیم تا هالیوود در ما و مردممان قدرت پیدا کند.
لابلانک با احساس گیر کردن بین دنیاها بزرگ شد، از یک طرف مردم بومی و از طرف دیگر جهان مدرن. او کوچک‌ترین از بین هشت فرزند والدینش بود، و تنها فرد از بین خواهر و برادرانش که در شهر زندگی می‌کرد. او تنها دانش‌آموز بومی مدرسه خصوصی در سینت پل بود. در مدرسه ابتدایی، لابلانک متوجه شد که احساس می‌کند روی صحنه دیده و شنیده می‌شود. او کار تئاتر کودک را در تئاتر استپینگ استون شروع کرد. در ۸ سالگی، او داستان‌هایی را تعریف کرد که برایش مهم بودند، خیلی زود، اعضای جامعه بومی او در شهر و در ذخیره‌گاه سیستون و لور سیوکس از او به عنوان «ایزابلای بازیگر» یاد می‌کردند. او هنگام سفر برای کار، پارچه نخی را با خود می‌برد تا در عمل سنتی استعمال تنباکو از آن استفاده کند.

## پیشه بازیگری
اولین نقش بازیگری او در تئاتر استپینگ استون در هشت سالگی بود. او بعدها در نوجوانی در تعدادی از نمایش‌های تئاتر مینه‌سوتا مانند گرگ‌ها در جنگل و آیا ادوارد اسنودن مجرد است؟ در سال ۲۰۲۰ شرکت کرد. در سال ۲۰۱۹، او با بازی خود در نقش لیلی ببری در نمایش پیتر پن و وندی در تئاتر شکسپیر در واشینگتن دی سی توجهات را به خود جلب کرد.او همچنین تعدادی کار اجرایی کوتاه و یک فیلمنامه ("نوشتن یک رمان جنگی") در کارنامه دارد. در سال ۲۰۲۱، لبلانک جایزه پرنسس گریس را دریافت کرد، او توسط تئاتر مک کارتر برای این جایزه نامزد شد. در همان سال، عملکرد او به‌عنوان راوی کتاب صوتی رمان بزرگسالان دختر آتش‌نشان توسط بوک‌لیست مورد ستایش قرار گرفت و آن را یک «خوانش احساسی» نامید. در سال ۲۰۲۲، لابلانک برای بازی در فصل چهارم سریال کارآگاه حقیقی در شبکه کابلی اچ‌بی‌او انتخاب شد. مجله گلامور بازی ایزابلا استار لابلانک و آنا لمبه را به عنوان "قلب و روح" فصل چهارم این سریال توصیف کرد.